# Aspartato aminotransferasa
La aspartato aminotransferasa, antes conocida como transaminasa glutámico-oxalacética (TGO) y también llamada aspartato transaminasa (AST), es una enzima aminotransferasa que se encuentra en varios tejidos del organismo de los mamíferos, especialmente en el corazón, el hígado y el tejido muscular. Se encuentra en cantidades elevadas en el suero en casos de infarto agudo de miocardio, de hepatopatía aguda y de miopatías, por el empleo de determinados fármacos y en casos de cualquier enfermedad o trastorno en donde las células resulten dañadas gravemente. Tiene una vida media en sangre de 17 horas.

## Reacciones catalizadas
Esta enzima cataliza la reacción de transferencia de un grupo amino desde el L-aspartato al 2-oxoglutarato, formándose L-glutamato y oxaloacetato. Esta enzima utiliza el piridoxal 5'-fosfato como cofactor
L-aspartato + 2-oxoglutarato {\displaystyle \rightleftharpoons } oxaloacetato + L-glutamato
También puede actuar sobre la L-tirosina, la L-fenilalanina y el L-triptófano. Esta actividad puede ser formada desde la enzima aminoácido aromático transaminasa mediante proteólisis controlada.

## Clasificación
Las aminotransferasas comparten ciertos aspectos mecanísticos con otras enzimas dependientes del grupo piridoxal-fosfato, como el enlace covalente entre el grupo piridoxal-fosfato y un residuo lisina de la enzima. Bajo el concepto de similitud de secuencias, las aminotransferasas pueden agruparse en subfamilias. La aspartato aminotransferasa, pertenece a la llamada clase-I de transaminasas, junto con las siguientes
- tirosina transaminasa
- aminoácido aromático transaminasa
- 1-aminociclopropano-1-carboxilato sintasa
- proteína cobC de la Pseudomonas denitrificans, que participa en la biosíntesis de la cobalamina
- proteína YJL060c de las levaduras

## Lanzadera de electrones del malato-aspartato
En el corazón y en el hígado, los electrones desde el NADH del citosol se transportan a la mitocondria por la lanzadera del malato-aspartato, que utiliza dos transportadores de membrana y cuatro enzimas (dos unidades de la malato deshidrogenasa y dos unidades de la aspartato transaminasa). Los electrones se transfieren desde el NADH en el citosol al oxaloacetato, y forman malato, que atraviesa la membrana mitocondrial interior, y luego es reoxidado por el NAD+ en la matriz para formar NADH en una reacción catalizada por la malato deshidrogenasa.[cita requerida]
El oxaloacetato resultante no puede atravesar la membrana mitocondrial interna y en una reacción de transaminación se transforma en aspartato que puede ser transportado al lado citosólico. El glutamato mitocondrial dona un grupo amino, formando aspartato y α-cetoglutarato. En el citoplasma, el aspartato es deaminado para formar oxaloacetato y el ciclo se empieza de nuevo.[cita requerida]
Esta lanzadera, en contraste con la lanzadera del glicerol-3-fosfato, es reversible. Consecuentemente, el NADH puede transportarse a la mitocondria por la lanzadera del malato-aspartato solamente si la proporción de NADH/NAD+ es mayor en el citosol que en la matriz mitocondrial. Esta lanzadera versátil también facilita el intercambio de intermedios clave entre la mitocondria y el citosol.[cita requerida]

## Significado clínico
La concentración de la AST se eleva en cualquier situación que exista daño hepático y daño pulmonar. También se encuentra presente en los hematíes, en el miocardio, en el músculo esquelético, en el riñón y en el cerebro, por lo cual, ante la presencia de daño en cualquiera de estos sitios, también elevará su concentración sérica. La AST se definió como marcador bioquímico para el diagnóstico de infarto agudo de miocardio en 1954. Sin embargo, su uso como marcador ha quedado obsoleto debido a la mayor sensibilidad y precocidad de la elevación de la concentración de las troponinas cardíacas. La AST forma parte del perfil hepático que se realiza en la clínica con el fin de evaluar la función del hígado.[cita requerida]
| Género | Rango de referencia |
| Mujer  | 6 - 34 IU/L         |
| Hombre | 8 - 40 IU/L         |